# 阪田マサノブ
阪田 マサノブ（さかた まさのぶ、1965年3月13日 - ）は、大阪府出身の俳優、元お笑い芸人。血液型はB型、身長172cm。高岡事務所所属。本名は坂田 雅信（読み同じ）。

## 人物
- 早稲田大学第一文学部在籍中に劇団東京ヴォードヴィルショーに入団。1988年に劇団の同期生であった前田真之輔とコントコンビ「Z-BEAM」結成。活動途中よりプロダクション人力舎に移籍。1992年に解散。
- その後、タイタンの設立に携わった1993年にたくみふぢおと「ジバ（後にPART TIMEガンジーに改名）」を結成[1]。
- たくみとのコンビを解散後の1996年から吉見幸洋とのコンビ「GO・JO」として活動したが、現在は解散している[2]。

## 出演

### テレビドラマ

#### NHK
※特記以外は総合テレビ
- 感染爆発〜パンデミック・フルー（2008年）
- 派遣のオスカル 〜少女漫画に愛をこめて（2009年） - 武藤修司 役
- 白洲次郎（2009年） - 田口先生 役
- 大河ドラマ
  - 龍馬伝（2010年） - 井戸弘道 役
  - おんな城主 直虎（2017年） - 菅沼忠久 役
  - 光る君へ（2024年） - 藤原為光 役[3]
- TAROの塔（2011年）
- 薄桜記（2012年） - 熊倉文吾 役
- 七つの会議（2013年） - 日野課長 役
- ガラスの家（2013年） - 柳原浩和 役
- ハードナッツ！ 〜数学girlの恋する事件簿〜（2013年、BSP） - 小田切医師 役
- サイレント・プア（2014年） - 園田健一 役
- 連続テレビ小説
  - とと姉ちゃん（2016年）
  - わろてんか（2017年） - 不動産屋 役
  - スカーレット（2019年） - 熊谷秀男 役
  - ちむどんどん（2022年） - 笹森哲也 役
- 未解決事件（2016年） - 福田太郎 役
- 幕末グルメ ブシメシ！（2017年、BSP） - 勘定方・磯部源次 役
- そろばん侍 風の市兵衛（2018年） - 大黒屋重五 役
- 主婦カツ！（2018年、BSP） - 太川店長 役
- すぐ死ぬんだから（2020年、BSP・BS4K） - 医師
- 天使にリクエストを（2020年） -ヤクザ
- 一億円のさようなら（2020年、BSP・BS4K） - 杉山光造 役
- タリオ 復讐代行の2人（2020年） - 須川辰造 役
- 群青領域（2021年） - 小森征司 役
- 正直不動産 第7話（2022年） - 松永新吉 役
- あなたのブツが、ここに（2022年） - 高橋（夫） 役

#### 日本テレビ
- …ひとりでいいの（1992年） - 久保係長 役
- 引っ越せますか（1993年） - 都崎
- ホカベン（2008年） - 池上和彦 役
- サムライハイスクール（2009年）
- 三毛猫ホームズの推理（2012年） - 戸村講師 役
- トクボウ 警察庁特殊防犯課（2014年） - 根津海斗 役
- ST 赤と白の捜査ファイル（2014年） - 安達春輔 役
- イノセンス 冤罪弁護士（2019年） - 下呂東馬 役
- あなたの番です - 榎本正志 役
  - （2019年）
  - 完全新撮スペシャル!（2021年）
- やめるときも、すこやかなるときも（2020年） - 大島勲 役
- 美食探偵 明智五郎（2020年） - 善禅寺正 役
- ギルティ～この恋は罪ですか？～（2020年） - 荻野一真の父 役
- 私たちはどうかしている（2020年）
- バンクオーバー!〜史上最弱の強盗〜（2021年） - 鈴木則久 役
- 真犯人フラグ 特別編（2021年） - 榎本正志 役[4]
- 逃亡医F（2022年） - 船医・佐渡 役
- 家庭教師のトラコ（2022年）
- 霊媒探偵・城塚翡翠 第2話（2022年） - 黒越篤 役
- 大病院占拠（2023年） - 佐渡稔 役[5]
- 勝利の法廷式 第4話（2023年） - 堀内英典 役[6]
- Dr.チョコレート 第6話・第7話・第9話（2023年） - 武山義春 役[7]
- THE MYSTERY DAY〜有名人連続失踪事件の謎を追え〜（2023年） - 安川久志 役[8]
- ACMA:GAME（2024年4月7日 - 6月9日） - 宮ノ内義近 役[9]
- 令和サスペンス劇場「旅人検視官 道場修作」愛知県蒲郡・西浦温泉殺人事件（2024年4月14日、BS日テレ） - 上原忠義 役[10][11]
- パンドラの果実〜科学犯罪捜査ファイル〜 最新章SP （2024年）[12]
- クラスメイトの女子、全員好きでした（2024年） - 梅本卓磨 役[13]
- GO HOME〜警視庁身元不明人相談室〜 第5話（2024年8月17日） - 高倉正二 役[14]
- 若草物語-恋する姉妹と恋せぬ私-（2024年10月6日-） - 土方昭彦 役[15]
- 恋は闇 最終回（2025年6月18日） - 裁判官 役

#### TBS
- 月曜ドラマスペシャル
  - 「イブは初恋のように」（1991年）
- お見合いの達人（1994年） - 宮崎健太郎 役
- エジソンの母（2008年） - 藍沢永久の父 役
- 闇金ウシジマくん（2010年） - 橋爪弁護士 役
- 松本清張特別企画・一年半待て（2010年） - 小峰刑事 役
- ハンチョウ〜神南署安積班〜（2011年） - 門倉純也 役
- 月曜ゴールデン
  - 法廷サスペンスSP4「二重裁判」（2009年6月1日）
  - 税務調査官・窓際太郎の事件簿 第23作「京都で見つけた初恋の面影!? 純粋な心を踏みにじる悪党を太郎が斬る!!」（2011年12月19日） - 宮川洋次 役
  - 十津川警部シリーズ 第49作「特急「しらさぎ」殺人迷路〜越前竹人形の謎〜」（2013年1月21日） - 脇田治郎 役
  - 「全盲の僕が弁護士になった理由〜実話に基づく感動サスペンス!〜」（2014年12月1日年） - 佐藤刑事 役
- 運命の人（2012年） - 笠間繁昌（検事）
- 確証〜警視庁捜査3課（2013年） - 伊東和義 役
- SPEC〜零〜（2013年） - 柳岡副隊長 役
- 刑事のまなざし（2013年） - 横瀬透 役
- Dr.DMAT〜瓦礫の下のヒポクラテス〜（2014年） - 早川智 役
- ホワイト・ラボ〜警視庁特別科学捜査班〜（2014年） - 山口雅年 役
- 警部補・杉山真太郎〜吉祥寺署事件ファイル（2015年） - 滝沢刑事 役
- 神の舌を持つ男（2016年） - 芦田学（バス運転手） 役[16]
- 月曜名作劇場
  - 「魔性の群像4」（2017年） - 田所義男 役
  - 「ミステリー作家・朝比奈耕作シリーズ2」（2018年） - 窪田六郎 役
- 義母と娘のブルース（2018年） - 緑が丘西小学校 副校長
- テセウスの船（2020年） - 鬼塚記者 役
- 100万回言えばよかった（2023年） - 阪田靖 役

#### フジテレビ
- 東京ストーリーズ「恋の熱帯低気圧」（1990年）
- 東京ラブストーリー第1話、第8話「この恋を信じたい」（1991年）
- 誘惑の夏（1993年）
- ディビジョン1（2004年） - 金田祐一 役
- フジテレビヤングシナリオ大賞「アンプラグド」（2005年） - 担任教師 役
- 金曜エンタテイメント
  - 「外科医 鳩村周五郎2」（2006年） - 小野塚医師 役
- 金曜プレステージ
  - 「浅見光彦シリーズ29」（2008年） - 礒島刑事 役
  - 「小京都連続殺人事件2」（2013年） - 増渕刑事 役
- ホームレス中学生（2008年） - 木村隆次 役
- エゴイスト 〜egoist〜（2009年） - 遠藤プロデューサー 役
- 逃亡弁護士（2010年） - 中村弁護士 役
- TOKYO コントロール（2011年） - 下柳哲司 役
- スクール!!（2011年）
- 明日の光をつかめ（2011年） - 沢村正 役
- 絶対零度〜未解決事件特命捜査〜（2011年） - 北村正宗 役
- ストロベリーナイト（2012年） - 水本刑事 役
- リーガル・ハイ（2012年） - 鈴木正志 役
- 高校入試（2012年） - 水野文昭 役
- 間違われちゃった男（2013年） - 広岡公 役
- 天誅〜闇の仕置人〜（2014年） - 安藤尊 役
- マルモのおきて（2014年） - 織田照男 役
- 死の発送（2014年） - 桑原秘書 役
- Dr.検事モロハシ2（2014年） - 小坂信介（事務長） 役
- 信長協奏曲（2014年） - 丹羽長秀 役
- ようこそ、わが家へ（2015年） - 五十嵐編集長 役
- 天才探偵ミタライ〜難解事件ファイル「傘を折る女」〜（2015年）
- 探偵の探偵（2015年） - 船瀬卓 役
- 傘をもたない蟻たちは（2016年） - 館山
- 日本のヴァイオリン王〜名古屋が生んだ世界のマエストロ 鈴木政吉物語〜（2016年） - 恒川鐐之助 役
- キャリア〜掟破りの警察署長〜（2016年） - 春本茂樹 役
- 金曜プレミアム
  - 「所轄刑事10」（2016年） - 飯島正明 役
- 背徳の夜食（2019年） - 小谷良介 役
- まだ結婚できない男（2019年） - 浅野弁護士 役
- SUITS/スーツ2（2020年） - 重田
- シグナル 長期未解決事件捜査班 SP（2021年） - 阿久津課長 役
- #コールドゲーム（2021年） - 藤岡達也 役
- ギフテッド Season1 第2話（2023年） - 林密成 役[17]

#### テレビ朝日
- スーパー戦隊シリーズ
  - 未来戦隊タイムレンジャー（2001年） - 細木信二 役
  - 侍戦隊シンケンジャー（2009年） - ブローカー 役
- 相棒
  - season6 第2話「陣川警部補の災難」（2007年10月31日） - 瀬口信大 役
  - season11 第14話「バレンタイン計画」（2013年2月6日） - 藍沢英樹 役
  - season16 第17話「騙し討ち」（2018年2月21日） - 岸和田啓吾 役
- 土曜ワイド劇場
  - 「刑事殺し3」（2009年） - 関信明 役
  - 「温泉(秘)大作戦9」（2010年） - 高橋哲也 役
  - 「さすらいの女弁護士 山岸晶」（2010年） - 桜井マネージャー 役
  - 「アナザーフェイス〜刑事総務課・大友鉄〜2」（2012年） - 矢内課長 役
  - 「遺品の声を聴く男5」（2014年） - 小野寺隆 役
  - 「ドクター彦次郎1」（2015年） - 香坂功 役
  - 「鉄道捜査官16」（2016年） - 富樫信夫 役
- 越境捜査3（2011年） - 山辺秀一 役
- 遺留捜査
  - 第1シリーズ（2011年） - 春山店長 役
  - スペシャル（2013年） - 堀口浩一 役
  - 第6シリーズ（2021年） - 水木俊彦 役
- Wの悲劇（2012年） - 日高賢一 役
- 科捜研の女（2013年） - 前原修 役
- BORDER 警視庁捜査一課殺人犯捜査第4係（2014年） - 河島院長 役
- 警視庁捜査一課9係（2014年） - 御手洗文孝 役
- 刑事ゼロ（2019年） - 須藤公彦 役
- やすらぎの刻〜道（2019年）
- 警視庁・捜査一課長 season6 第8話（2022年6月2日）- 内川蔵之介 役
- 必殺仕事人（2023年1月8日） - 黒田三太夫 役[18]
- 家政夫のミタゾノ 第7シーズン 第6話（2025年2月18日） - 末広武 役[19]

#### テレビ東京
- 水曜ミステリー9
  - 「刑事吉永誠一 涙の事件簿6」（2007年） - 岡村刑事 役
  - 「蛇蝎のごとく」（2012年）
  - 「みちのく麺食い記者 宮沢賢一郎1」（2012年） - 後藤芳夫 役
  - 「特命おばさん検事! 花村絢乃の事件ファイル3」（2014年） - 宮川洋次 役
  - 「監察医・篠宮葉月 死体は語る15」（2014年） - 安田秀行 役
  - 「さすらい署長 風間昭平12」（2015年） - 津村健吾 役
  - 「検事・沢木正夫4」（2016年） - 筒井警部補 役
- 保育探偵25時〜花咲慎一郎は眠れない!!〜（2015年） - 千塚
- ヤッさん～築地発！おいしい事件簿～（2016年） - 望月記者 役
- 模倣犯（2016年） - 坂木達夫 役
- 噂の女（2018年） - 安田哲一 役
- 駐在刑事（2018年） - 宮崎祐司 役
- リーガル・ハート ～いのちの再建弁護士～（2019年） - 海野正孝 役
- W県警の悲劇（2019年） - 杉浦警視正 役
- レンタルなんもしない人（2020年） - 神林勇太郎 役
- 記憶捜査〜新宿東署事件ファイル〜2（2020年） - 三河島隆 役
- 警視庁ゼロ係〜生活安全課なんでも相談室〜 出張SP（2021年） - 龍神洋一 役
- 量産型リコ -プラモ女子の人生組み立て記- (2022年)  - 嶋田光一郎 役
- パティスリーMON（2024年） - 大門政孝 役[20]
- 財閥復讐〜兄嫁になった元嫁へ〜（2025年） - 藤原信男 役[21]
- ディアマイベイビー〜私があなたを支配するまで〜 第1話（2025年） - 木曽プロデューサー 役[22]
- 能面検事 第1話（2025年7月11日） - 日野譲二 役[23]

#### WOWOW
- 誤断（2015年） - 平井正夫 役
- 沈まぬ太陽（2016年） - 竹村次長 役
- 社長室の冬-巨大新聞社を獲る男-（2017年） - 渡幸一 役
- 闇の伴走者〜編集長の条件 第2話（2018年4月7日） - 赤井広茂 役[24]
- 孤高のメス（2019年） - 長崎賢人 役
- 鉄の骨（2020年） - 増川幸二 役
- 雨に消えた向日葵（2022年） ‐ 小山啓泰 役[25]
- ドラフトキング（2023年） - 筒井高志 役[26]

#### Netflix
- 火花 第2話（2016年）

### ラジオドラマ
- FMシアター（NHK-FM）
  - 『バンザイタイムマシン』（2021年7月10日）[27] - ショウジ 役
  - 『アディショナルタイム』（2025年1月11日）[28] - 原さん 役

### Webドラマ
- 仮面ライダーアウトサイダーズ ep.1（2023年、東映特撮ファンクラブ） - 根津忠太 役[29]
- パンドラの果実〜科学犯罪捜査ファイル〜 Season3（2024年、Hulu） - 海老原勲 役[12]

### 映画
- 波の数だけ抱きしめて（1991年） - 芹沢良明 役
- 模倣犯（2002年）
- GANTZ PERFECT ANSWER（2011年） - 小林新一 役
- アウトレイジ ビヨンド（2012年） - 木村組 組員
- ナイトピープル（2013年1月26日）
- チーム・バチスタFINAL ケルベロスの肖像（2014年） - 安藤豊 役
- 劇場版　信長協奏曲（2016年） - 丹羽長秀 役
- 君がいる、いた、そんな時。（2020年） - 校長先生
- 科捜研の女 -劇場版-（2021年9月3日） - 長野智彦 役
- あなたの番です 劇場版（2021年12月10日） - 榎本正志 役[30]
- 恋のいばら（2023年1月6日、パルコ） - 篤史 役[31]

### バラエティー・教養番組
- 大爆笑問題
- 爆笑問題のススメ（2002 - 2006年） - ナレーション
- 爆笑・千原の天然パラダイス
- 笑いがいちばん （2002年12月 - 2004年3月）
- 神がかりハプニング!プラチナ映像アワード - ナレーション